# Параметри Гапке
Параметри Гапке — це набір параметрів для емпіричної моделі, яка часто використовується для опису розсіювання світла поверхнею безатмосферного реголіту тіл у Сонячній системі. Модель розроблена астрономом Брюсом Гапке з Піттсбурзького університету.
Параметри:
1. {\displaystyle {\bar {\omega }}_{0}} — альбедо однократного розсіювання. Це відношення ефективності розсіювання до повної екстинкції світла (що включає також поглинання) для розсіювання світла дрібними частинками. Тобто, {\displaystyle K_{s}/(K_{s}+K_{a})}, де {\displaystyle K_{s}} — коефіцієнт розсіювання, а {\displaystyle K_{a}} — коефіцієнт поглинання[2]
2. {\displaystyle h} — ширина опозиційного ефекту.
3. {\displaystyle B_{0}} або {\displaystyle S_{0}} — сила опозиційного ефекту.
4. {\displaystyle P_{0}} або g — параметр фазової функції частинок, який також називають фактором асиметрії.
5. {\displaystyle \theta } — ефективний нахил поверхні, також званий кутом макроскопічної шорсткості.

Параметри Гапке можна використовувати для отримання інших властивостей розсіювання, таких як фазовий інтеграл, бондівське альбедо та геометричне альбедо.